# Município de Franklin (condado de Richland, Ohio)
Localização do Ohio nos E.U.A.
O município de Franklin (em inglês: Franklin Township) é um município localizado no condado de Richland no estado estadounidense de Ohio. No ano de 2010 tinha uma população de 1721 habitantes e uma densidade populacional de 31,41 pessoas por km².

## Geografia
O município de Franklin encontra-se localizado nas coordenadas 40° 51′ 38″ N, 82° 32′ 17″ O. Segundo o Departamento do Censo dos Estados Unidos, o município tem uma superfície total de 54.8 km², da qual 54.6 km² correspondem a terra firme e (0.36%) 0.2 km² é água.

## Demografia
Segundo o censo de 2010, tinha 1721 pessoas residindo no município de Franklin. A densidade populacional era de 31,41 hab./km².